# (7224) Vesnina
(7224) Vesnina (1982 TK3) – planetoida z pasa głównego asteroid okrążająca Słońce w ciągu 4,62 lat w średniej odległości 2,77 j.a. Odkryta 15 października 1982 roku.